# Forever (bài hát của Mariah Carey)
"Forever" là bài hát được viết và sản xuất bởi nữ ca sĩ người Mỹ Mariah Carey và Walter Afanasieff cho album thứ tư của cô, Daydream. Nội dung chính của bản ballad lãng mạn cảm hứng thập niên 50 này nói về cô gái với mối quan hệ tình cảm đã kết thúc, nhưng chàng trai vẫn là mãi mãi trong tâm trí cô. Ca khúc đã trở thành đĩa đơn thứ năm của album, phát hành năm 1996 (xem Âm nhạc 1996) ở đa số các thị trường ngoài nước Mỹ (trừ Anh) và không có ý định tiến vào U.S. Billboard Hot 100, vì trong thời gian này tạp chí Billboard quy định ca khúc phải có sự phát hành thương mại mới đủ điều kiện có mặt trên Hot 100. Video đĩa đơn, diễn tả bản thân Carey tại thời điểm trình diễn bài hát ở Nhật Bản (trong Tokyo Dome) xen lẫn những cảnh đen trắng khi cô đang tham quan đất nước này. Danh sách bài hát cho đĩa CD phát hành chính bao gồm cả "Forever" phiên bản album và trình diễn trực tiếp, "Underneath the Stars" bài hát trích ra cũng từ album Daydream, "Make It Happen" trình diễn trực tiếp năm 1992. Hiện nay thì có thể chắc chắn rằng giữa các nhà phê bình và fan hâm mộ đều có chung sở thích; bài hát này đã để lại một trong những khúc ballad xúc động và chân thành nhất của Carey.
Thí sinh American Idol, Kristy Lee Cook đã hát bài này trong show diễn tuần top 7 của mùa thứ 7 với chủ đề Mariah Carey. Anh bị loại khỏi cuộc thi sau màn trình diễn đó.

## Danh sách bài hát
Europe Maxi-CD 
- 1 Forever 4:01
- 2 Forever [Live] 4:12
- 3 Always Be My Baby [Always Club] 10:25
- 4 Always Be My Baby [ST Dub] 7:13

Europe Vinyl, 12" 
- 1 Forever 4:01
- 2 Forever [Live] 4:12
- 3 Always Be My Baby [Dub-A-Baby] 7:15

## Bảng xếp hạng
| Bảng xếp hạng (1996)              | Vị trí cao nhất |
| --------------------------------- | --------------- |
| U.S. Billboard Hot 100 Airplay    | 9               |
| U.S. Billboard Top 40 Mainstream  | 9               |
| U.S. Billboard Rhythmic Top 40    | 17              |
| U.S. Billboard Adult Contemporary | 2               |
| U.S. ARC Weekly Top 40            | 4               |
| Canadian Singles Chart            | 13              |
| Costa Rica Chart                  | 1               |
| Nicaragua Chart                   | 1               |
| Netherland Chart                  | 47              |
| New Zealand Chart                 | 40              |
| Australian ARIA Singles Chart     | 77              |